# Armas químicas y el Reino Unido
Las armas químicas fueron ampliamente utilizadas por el Reino Unido en la Primera Guerra Mundial. El uso de gases venenosos fue sugerido por Winston Churchill y otros en Mesopotamia durante el período de entreguerras, y también sospechadas de haber sido usadas en la Segunda Guerra Mundial, aunque sigue siendo un tema debatido. Si bien el Reino Unido fue signatario de las Convenciones de La Haya de 1899 y 1907 que prohibían el uso de proyectiles de gas venenoso, las convenciones omitieron la mención del despliegue desde cilindros.
El Reino Unido ratificó el Protocolo de Ginebra el 9 de abril de 1930. El Reino Unido firmó la Convención sobre Armas Químicas el 13 de enero de 1993 y la ratificó el 13 de mayo de 1996.

## Uso en la Primera Guerra Mundial

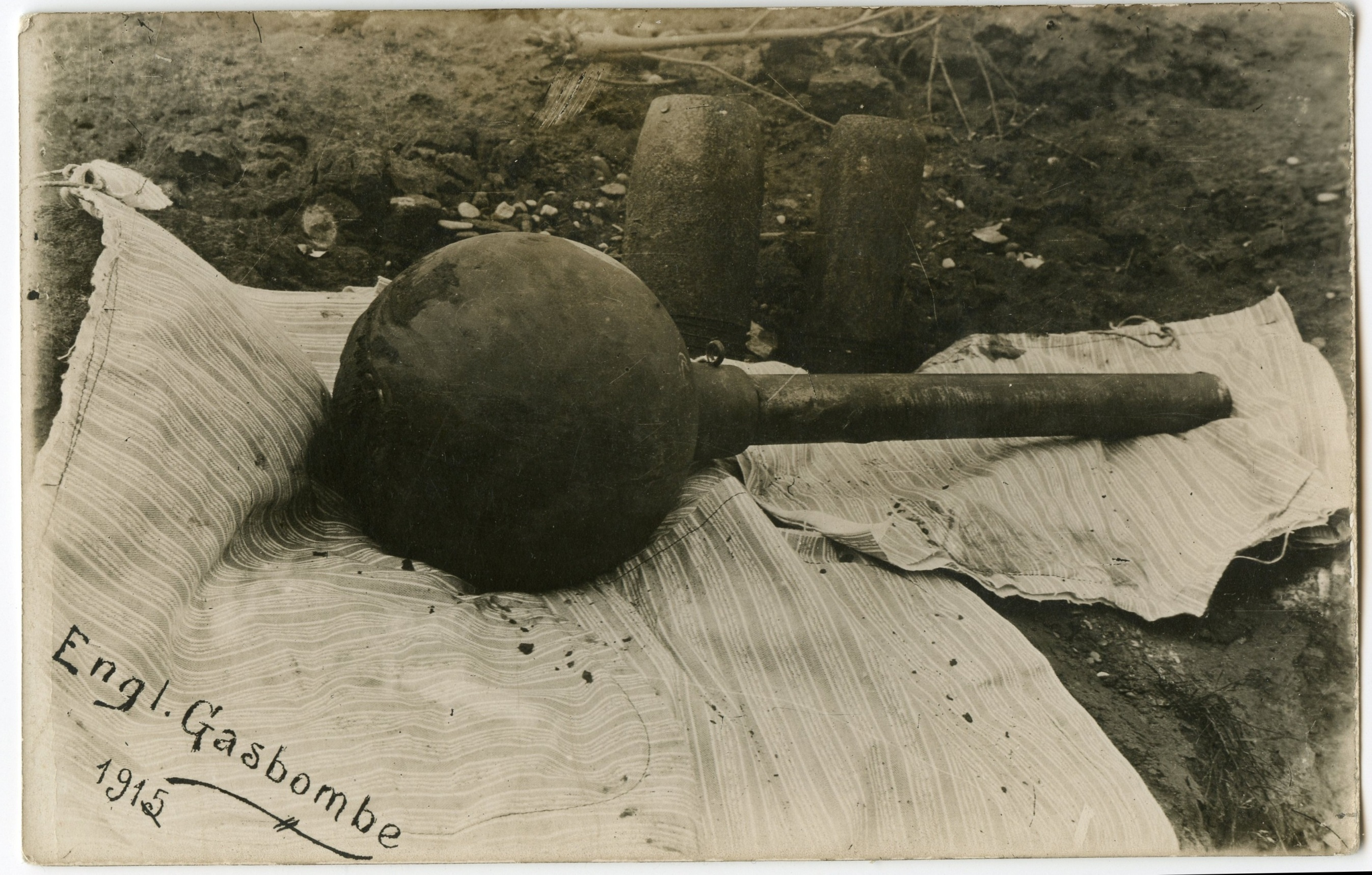
Una bomba de gas británica de la Primera Guerra Mundial

Durante la Primera Guerra Mundial, en represalia por el uso de cloro gaseoso por parte de Alemania contra las tropas británicas a partir de abril de 1915, el ejército británico utilizó cloro por primera vez durante la batalla de Loos el 25 de septiembre de 1915. Al final de la guerra, el uso de gas venenoso se había generalizado en ambos bandos. En 1918, una cuarta parte de los proyectiles de artillería estaban llenos de gas y Gran Bretaña había producido alrededor de 25.400 toneladas de sustancias químicas tóxicas.
Gran Bretaña utilizó una variedad de gases venenosos, inicialmente cloro y luego fosgeno, difosgeno y gas mostaza. Las fuerzas británicas también utilizaron cantidades relativamente pequeñas de los gases irritantes cloroformiato de clorometilo, cloropicrina, bromacetona y yodoacetato de etilo. Los gases se mezclaban con frecuencia. Por ejemplo, estrella blanca era el nombre que se le daba a una mezcla de volúmenes iguales de cloro y fosgeno, y el cloro ayudaba a difundir el fosgeno, más denso y tóxico. A pesar de los rápidos avances técnicos que se produjeron en la producción de agentes especializados, las armas químicas sufrieron una eficacia cada vez menor a medida que avanzaba la guerra debido a la correspondiente sofisticación del equipo de protección y el entrenamiento adoptados por ambos bandos.
El gas mostaza fue utilizado eficazmente por primera vez en la Primera Guerra Mundial por el Ejército Imperial Alemán contra soldados de la Commonwealth en la Batalla de Passchendaele cerca de Ypres, Bélgica, en 1917 y más tarde también contra el Segundo Ejército francés. El nombre Yperite proviene de su uso por parte del ejército alemán cerca de la ciudad de Ypres. Los aliados no utilizaron gas mostaza hasta noviembre de 1917 en la batalla de Cambrai, después de que sus ejércitos capturaran una reserva de proyectiles de gas mostaza alemanes. A los británicos les llevó más de un año desarrollar su propio agente de gas mostaza, y la producción de los productos químicos tuvo lugar en Avonmouth Docks. (la única opción disponible para los británicos era el proceso Despretz-Niemann-Guthrie). Se utilizó por primera vez en septiembre de 1918 durante la ruptura de la Línea Hindenburg durante la Ofensiva de los Cien Días.
El uso de armas químicas durante la Primera Guerra violó la Declaración de La Haya de 1899 sobre gases asfixiantes y la Convención de La Haya sobre Guerra Terrestre de 1907, que prohibía explícitamente el empleo de «veneno o armas envenenadas» en la guerra.

## Período de entreguerras
Para mantener una reserva de adamsita, el Ministerio de Municiones británico estableció en Sutton Oak el Establecimiento de Investigación de Defensa Química (CDRE) en 1919. La planta podía fabricar hasta 20 toneladas de gas mostaza por semana a finales de la década de 1920.
Después de la guerra, la Royal Air Force arrojó difenilcloroarsina, un agente irritante diseñado para causar tos incontrolable, sobre las tropas bolcheviques en 1919.Winston Churchill, secretario de Estado para la Guerra, sugirió que la RAF utilizara gas venenoso en Irak en 1920 durante una importante revuelta allí. A principios de la década de 2000, los historiadores estaban divididos sobre si realmente se usó o no gas en Irak. Una revisión de 2009 de la evidencia documental superviviente realizada por el historiador RM Douglas en el Journal of Modern History concluyó que «si bien en varios momentos estuvieron disponibles municiones de gas lacrimógeno en Mesopotamia, existían circunstancias que parecían exigir su uso y se había recibido una sanción oficial para emplearlas», y que «en ningún momento durante el período del mandato se aplicaron las tres condiciones», por ende, estaba claro que no se utilizó ningún gas venenoso. Douglas dijo que la falta de comunicación interdepartamental dentro de la administración británica contemporánea, incluida una carta de secretaría que afirmaba erróneamente que se había utilizado gas y que luego fue retirada y corregida, fue responsable de la confusión académica posterior.

Estoy totalmente a favor de utilizar gas venenoso contra las tribus incivilizadas. El efecto moral debería ser tan positivo, que la pérdida de vidas debería reducirse al mínimo. No es necesario usar uno de los gases más mortales: se pueden usar gases que causan mucha molestia y crean un agitado terror y, al mismo tiempo, no dejaría ningún efecto grave permanente en los afectados
Winston Churchill

En 1937, el conglomerado británico Imperial Chemical Industries (ICI) comenzó a construir una nueva fábrica para la producción de gas mostaza en su planta de Randle en Wigg Island, Runcorn, Cheshire.
Gran Bretaña firmó y ratificó el Protocolo de Ginebra sobre el gas en 1930, que prohibía el uso de gases y bacterias tóxicos en la guerra, pero no el desarrollo y la producción de ese tipo de armas. Gran Bretaña llevó a cabo pruebas exhaustivas de armas químicas desde principios de la década de 1930 en adelante. En los experimentos de Rawalpindi, cientos de soldados indios fueron expuestos al gas mostaza en un intento de determinar las concentraciones apropiadas para usar en los campos de batalla. Muchos de los participantes sufrieron quemaduras graves por la exposición al gas.

## Uso propuesto en la Segunda Guerra Mundial
A finales de la década de 1930, el gobierno de Chamberlain planeó que el Reino Unido debería estar en condiciones al comienzo de cualquier guerra de tomar represalias en especie si los alemanes, como se esperaba, utilizaban gas mostaza y fosgeno para ayudar a repeler una invasión alemana en 1940-1941. Si se hubiera producido una invasión, es posible que la Royal Air Force también la hubiera desplegado contra ciudades alemanas. El general Brooke, al mando de los preparativos británicos contra la invasión de la Segunda Guerra Mundial, dijo que en caso de un desembarco alemán, «tenía toda la intención de utilizar gas mostaza rociado en las playas» en una anotación en su diario. Los británicos fabricaron mostaza, cloro, lewisita, fosgeno y verde de París y los almacenaron en aeródromos y depósitos para su uso en la invasión.

### Depósitos de llenado directo
Para permitir que Gran Bretaña tomara represalias rápidamente si la Alemania nazi utilizaba armas químicas, se construyeron varios depósitos de llenado avanzados para que las reservas de gas mostaza estuvieran dispersas y listas para su uso.

### Planes posteriores
Winston Churchill emitió un memorando abogando por un ataque químico contra ciudades alemanas utilizando gas venenoso y posiblemente ántrax. Aunque la idea fue rechazada, ha provocado debate. En julio de 1944, temiendo que los ataques con cohetes contra Londres empeoraran aún más y que sólo utilizaría armas químicas si era «vida o muerte para nosotros» o «acortaría la guerra en un año»,  Churchill escribió un memorando secreto pidiendo a sus jefes militares «pensar muy seriamente sobre esta cuestión del uso de gas venenoso». Dijo: «es absurdo considerar la moralidad en este tema cuando todo el mundo la utilizó en la última guerra sin una palabra de queja», y que:

Yo debería estar preparado para hacer «lo que sea» que pueda herir mortalmente al enemigo. Ciertamente tengo que pedirles que me apoyen en el uso de gas venenoso. Podríamos esparcirlo en ciudades del Ruhr y muchas otras ciudades de Alemania... Podríamos detener los bombardeos... y si lo hacemos, lo haríamos al 100%.
Winston Churchill

Sin embargo, el Estado Mayor Conjunto de Planificación (JPS) desaconsejó el uso de gas porque inevitablemente provocaría que Alemania tomara represalias del mismo tipo. Argumentaron que esto sería una desventaja para los aliados en Francia, tanto por razones militares como porque podría «perjudicar gravemente nuestras relaciones con la población civil cuando se hiciera de conocimiento general que nosotros empleamos por primera vez la guerra química». El JPS tenía preocupaciones similares sobre la moral pública en Gran Bretaña, temiendo que la gente se sintiera resentida si pensaba que se podría haber evitado una guerra con gas. Los jefes de Estado Mayor también advirtieron que los nazis no tendrían «dificultades especiales para contener a la intimidada población alemana, si fueran sometidas a un ataque con gas», mientras que la población británica «no se encuentra en una condición tan inarticulada». Además, los alemanes podrían utilizar prisioneros aliados como trabajadores en zonas contaminadas, causando «gran preocupación pública».
Churchill respondió a este consejo diciendo:

No me convence en absoluto este informe negativo. Pero está claro que no puedo enfrentarme a los párrocos y a los guerreros al mismo tiempo. El asunto debería seguir examinándose y volver a plantearse cuando las cosas empeoren.

Al mismo tiempo, el JPS examinó los argumentos a favor del uso de armas biológicas de ántrax contra seis grandes ciudades alemanas, pero lo descartó porque las bombas de ántrax aún no estaban disponibles. Se encargó un gran lote de bombas aéreas, pero cuando la fábrica estadounidense estuvo lista para producirlas, se consideraron innecesarias ya que la guerra en Europa casi había terminado.

Como el fin de la guerra estaba suficientemente a la vista, la producción británica de gas venenoso se puso fin a petición del Comité de Jefes de Estado Mayor en febrero de 1945.

### Producción en Sudáfrica
Gas venenoso fue producido en la Unión Sudafricana para el Reino Unido durante la Segunda Guerra Mundial.
En 1943, el Ministerio británico de Producción Aeronáutica inició conversaciones con el gobierno sudafricano, y luego con la administración colonial de Bechuanalandia (ahora Botswana), en un intento de encontrar un lugar adecuado para probar las armas bajo el nombre en clave FORENSIC. Sudáfrica indicó que no habría un sitio adecuado disponible. Después de eso, el gobierno británico sugirió un posible sitio en Makgadikgadi Pan de Bechuanalandia. Los experimentos previstos se pospusieron con el inicio de la temporada de lluvias de 1943 y parecer no haberse llevado a cabo. La información sobre ellos no se conoció públicamente hasta la apertura de los archivos coloniales británicos en 2012.

## Después de la Segunda Guerra Mundial
De 1939 a 1989 se llevaron a cabo en el centro de investigación de Porton Down experimentos con armas químicas, incluidos agentes nerviosos y contramedidas. Aunque se utilizaron voluntarios, muchos exmilitares se quejaron de sufrir enfermedades prolongadas después de participar en las pruebas. Se alegó que antes de ofrecerse como voluntarios no se les proporcionó información adecuada sobre los experimentos y el riesgo que corrían al participar en ellos, en violación del Código de Nuremberg de 1947. Esto se convirtió en el tema de una larga investigación policial llamada Operación Antler.
A partir de 1950, se estableció un Establecimiento de Defensa Química, CDE Nancekuke, para la producción de agentes químicos a pequeña escala. Se construyó una instalación piloto de producción de sarín, que produjo alrededor de 20 toneladas del agente nervioso entre 1954 y 1956. Se planeó una planta de producción a gran escala, pero con la decisión de 1956 de poner fin al programa ofensivo de armas químicas del Reino Unido, nunca se construyó. Nancekuke fue suspendido, pero se mantuvo durante las décadas de 1960 y 1970 en un estado en el que la producción de armas químicas podría fácilmente reiniciarse si fuera necesario.
A principios de los años 1980, el gobierno adoptó la opinión de que la falta de una capacidad europea de represalia con armas químicas era un «gran vacío en el arsenal de la OTAN». Sin embargo, las dificultades políticas para abordar este problema impidieron cualquier remodelación de una instalación británica de producción de armas químicas.
El 5 de mayo de 2004 se abrió una investigación sobre la muerte, el 6 de mayo de 1953, de un militar, Ronald Maddison, durante un experimento con gas sarín. Una investigación privada del Ministerio de Defensa había determinado anteriormente que su muerte se había producido como resultado de una «desventura», pero la conclusión fue anulada por el Tribunal Superior en 2002. La audiencia de 2004 concluyó el 15 de noviembre, después de que un jurado determinara que la causa de la muerte de Maddison fue «la aplicación de un agente nervioso en un experimento no terapéutico».